# ويليام فيلد لويد
ويليام فيلد لويد (بالإنجليزية: William Field Lloyd)‏ هو سياسي بريطاني، ولد في 1873 في تينبي في المملكة المتحدة، وتوفي في 29 مايو 1965 في بريزبان في أستراليا. حزبياً، نشط في Queensland Labor Party ‏. وقد انتخب عضو المجلس التشريعي ولاية كوينزلاند.